# 박훈 (정치인)
박훈(생년 미상 ~ )은 조선민주주의인민공화국의 정치인이다. 내각 부총리 겸 조선로동당 중앙위원회 위원이다.

## 경력
조선민주주의인민공화국 내각 제1사무국 부국장을 거쳐 2017년 5월 건설건재공업상 겸 조선마라톤협회 위원장에 임명되었다. 2017년 6월, 청진금속건설연합기업소 설립 50주년 기념보고회 참석하였고, 중방에서 가장 먼저 호명되었다. 2018년 4월 조선로동당 제7기 당대회 제3차 전원회의에서 조선로동당 중앙위원회 후보위원으로 선출되었다. 2021년 1월 개최된 최고인민회의 제14기 제4차 회의에서 내각 부총리로 임명되었다.